# Championnats d'Europe de char à voile 1970
Navigation
1969 1971
Les 8e championnats d'Europe de char à voile 1970, organisés par le pays hôte sous l'égide de la fédération internationale du char à voile, devaient se dérouler à Lytham St Annes dans le Lancashire en Angleterre mais, en l'absence de vent, la compétition est annulée.